# Mimeoclysia
Mimeoclysia là một chi bướm đêm thuộc phân họ Tortricinae của họ Tortricidae.

## Các loài
- Mimeoclysia dentata Diakonoff, 1953
- Mimeoclysia incompertana Kuznetzov, 2003
- Mimeoclysia mauroprosopa Diakonoff, 1984
- Mimeoclysia piridina Diakonoff, 1941
- Mimeoclysia strongylopa Diakonoff, 1983